# Сушево (Куявсько-Поморське воєводство)
Сушево (пол. Suszewo) — село в Польщі, у гміні Вельґе Ліпновського повіту Куявсько-Поморського воєводства.
Населення — 234 особи (2011).
У 1975-1998 роках село належало до Влоцлавського воєводства.

## Демографія
Демографічна структура станом на 31 березня 2011 року:
|          | Загалом | Допрацездатний вік | Працездатний вік | Постпрацездатний вік |
| -------- | ------- | ------------------ | ---------------- | -------------------- |
| Чоловіки | 109     | 30                 | 67               | 12                   |
| Жінки    | 125     | 34                 | 67               | 24                   |
| Разом    | 234     | 64                 | 134              | 36                   |